# Viola vespertina
Viola vespertina är en violväxtart som beskrevs av Michail Klokov. Viola vespertina ingår i släktet violer, och familjen violväxter. Inga underarter finns listade i Catalogue of Life.